# Viaduc de Valle Latte
Le viaduc de Valle Latte (en italien : viadotto Valle Latte) est un viaduc autoroutier italien qui porte l'autoroute A10 (cette section faisant partie de la route européenne E80). Il tire son nom du hameau côtier de Latte, situé en contrebas.
L'ouvrage fait partie de la dizaine de viaducs remarquables de l'autoroute A10 mesurant entre 75 et 90 mètres de haut. 
Achevé en 1971, il est constitué de 15 travées d'environ 40 mètres.